# خوسيه مارينا فيغا
خوسيه مارينا فيغا (فيغيراس، 13 أبريل 1850- مدريد، 30 يناير 1926) (بالإسبانية: José Marina Vega)‏، كان عَسكريًا وسياسيًا إسبانيًا.